# Claës Ulfsson Bonde
Claës Ulfsson Bonde, född 27 november 1664 i Vads församling, Skaraborgs län, död 23 april 1726 i Västra Vingåkers församling, Södermanlands län, var en svensk greve, landshövding i Blekinge län och riksråd.

## Biografi
Claes Bonde föddes 1664 på Vaholm i Vads socken. Han var son till lagmannen Ulf Bonde i Skåne och friherrinnan Kristina Bielkenstierna.
Han studerade en längre tid vid Lunds och Uppsala universitet, varpå han 1688 företog en utrikes vetenskaplig resa, där han besökte flera främmande lärosäten, och återkom till Sverige 1691. Här fortsatte han sina studier, huvudsakligen i svensk statistik och svenska släkters antavlor, i vilka hans stora kännedom gav honom tillnamnet "genealogicus".
Han blev 1691 extra ordinarie tjänsteman i Riksarkivet och 15 oktober 1697 kammarherre hos prinsessan Ulrika Eleonora. Den 23 maj 1713 utnämndes han till landshövding i Blekinge län och upphöjdes 30 december 1718 till riksråd. Bonde fick 17 april 1719 erhöll han grevlig värdighet och blev stamfader för den grevliga ätten Bonde af Säfstaholm. Ätten inroducerades samma år i Sveriges Riddarhus som nummer 64. Han förordnades 28 april 1719 till rikskammarråd och 22 maj 1729 till preses i den kommission, som tillsattes över upphandlingsdeputationen. Bonde avled 1726 på [[[Säfstaholms slott]] i Västra Vingåkers socken och begravdes jämte sin fru i Västra Vingåkers kyrka. Ätten dog ut på svärdssidan vid en av sönernas död.

### Egendom
Bonde ägde Säfstaholms slott i Västra Vingåkers socken, Vaholm i Vads socken, Åkeshof i Bromma socken, Gäddeberg i Götlunda socken, Ulfängen i Locketorps socken, Nygård i Lofta socken och Bergkvara i bergunda socken.

### Familj
Bonde gifte sig 12 februari 1697 i Stockholm med friherrinnan Beata Märta Sparre (1677–1742), dotter till kammarherren friherre Lars Sparre och friherrinnan Charlotta Soop af Limingo. De fick tillsammans barnen kammarherren Carl Bonde (1697–1755), kammarherren Gustaf Ulf Bonde (1698–1772), Christina Margareta Bonde (1700–1718), Ulrika Charlotta Bonde (1703–1703), Charlotta Beata Bonde (1705–1705), Eleonora Charlotta Bonde (1713–1713) och kammarherren Fredrik Lorentz Bonde (1715–1783).